# جان مک کنا
جان مک کنا (انگلیسی: John McKenna؛ ۳ ژانویهٔ ۱۸۵۵ – ۲۲ مارس ۱۹۳۶) یک بازیکن راگبی اهل ایرلند بود که بعدها به همراه ویلیام بارکلی به عنوان نخستین سرمربیان تاریخ باشگاه لیورپول انتخاب شدند.